# Teófilo Gutiérrez
Teófilo Antonio Gutiérrez Roncancio (Barranquilla, 17 de maio de 1985) é um futebolista colombiano que atua como atacante. Atualmente está no Junior de Barranquilla.

## Clubes
Iniciou profissionalmente no Barranquilla, passando em seguida ao Junior de Barranquilla. Em janeiro de 2010 foi contratado pelo Trabzonspor da Turquia por três anos de vínculo, entretanto, abandonou o clube alegando problemas de saúde, nunca comprovados. Contratado pelo Racing teve passagem tumultuada, que culminou em luta corporal no vestiário e ameaça com arma de brinquedo contra o goleiro e capitão da equipe Sebastián Saja, após a derrota por 1–4 para o Independiente em abril de 2012.
Após o episódio foi emprestado ao Lanús apenas para a disputa da Copa Libertadores da América de 2012. Porém seu vínculo foi encerrado após atuar em apenas duas partidas, por abandonar a equipe e retornar a seu país. Foi emprestado em seguida ao Atlético Junior por seis meses.
Em dezembro de 2012 foi negociado em definitivo ao Cruz Azul do México por três temporadas.
Após cumprir seis meses de vínculo, transferiu-se em agosto de 2013 ao River Plate, após demorada negociação.
Em 19 de julho de 2015 foi contratado pelo Sporting por três épocas, com opção de renovação por mais ano, e com cláusula de rescisão fixada em 40 milhões de euros.
Durante as Olimpíadas do Rio de 2016, Teo Gutiérrez foi emprestado por uma temporada ao Rosário Central.

## Seleção Colombiana

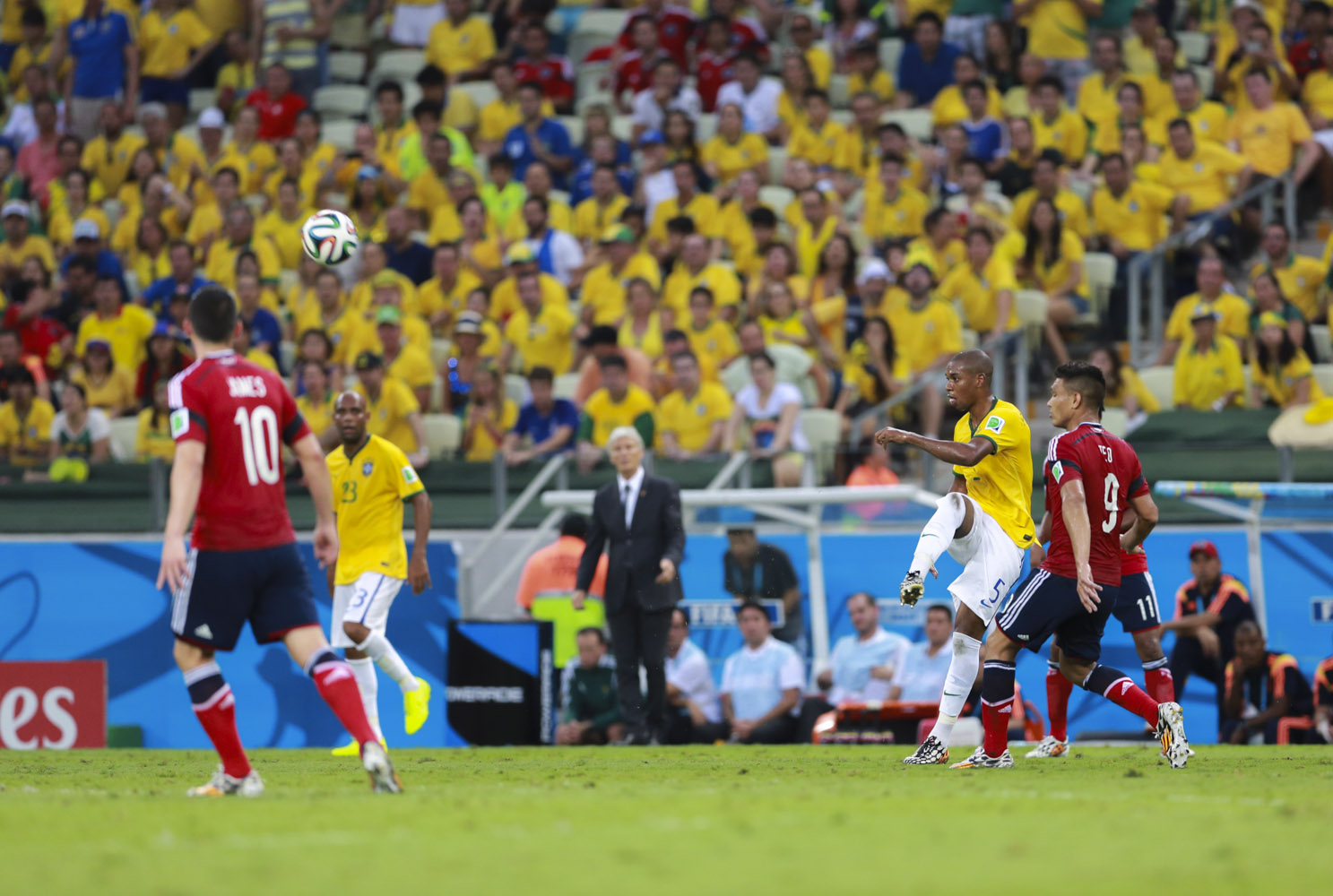
Teo Gutiérrez disputando a Copa do Mundo de 2014.

Estreou pela Seleção Colombiana principal em 7 de agosto de 2009 em partida amistosa contra El Salvador quando também marcou seu primeiro gol.
Participou da Copa América de 2011. Com a lesão de Falcao García, Teo acabou sendo titular na Copa do Mundo FIFA 2014, chegando a marcar um gol contra a Grécia na fase de grupos. Também disputou a Copa América de 2015.

## Títulos
Trabzonspor
- Copa da Turquia: 2010
- Supercopa da Turquia: 2010

Racing
- Torneio Província de Buenos Aires: 2012

River Plate
- Copa Libertadores da América: 2015[13]
- Copa Sul-Americana: 2014
- Recopa Sul-Americana: 2015

Sporting
- Supertaça de Portugal: 2015

Junior Barranquilla
- Copa Colômbia: 2017
- Campeonato Colombiano Liga Aguila II: 2018
- Campeonato Colombiano Liga Aguila I: 2019
- Supercopa Liga Colombiana: 2019